# Kirstie James
Kirstie James (Auckland, 25 de mayo de 1989) es una deportista neozelandesa que compite en ciclismo en la modalidad de pista, especialista en la prueba de persecución por equipos. Ganó dos medallas de bronce en el Campeonato Mundial de Ciclismo en Pista, en los años 2017 y 2019.

## Medallero internacional
| Campeonato Mundial | Campeonato Mundial | Campeonato Mundial | Campeonato Mundial      |
| Año                | Lugar              | Medalla            | Competición             |
| ------------------ | ------------------ | ------------------ | ----------------------- |
| 2017               | Hong Kong (China)  | Medalla de bronce  | Persecución por equipos |
| 2019               | Pruszków (Polonia) | Medalla de bronce  | Persecución por equipos |